# Irineu Machado
Irineu de Melo Machado (Río de Janeiro, 15 de diciembre de 1872 - Río de Janeiro, 13 de noviembre de 1942) fue un abogado y político brasileño. 
Hijo de Antônio José Machado y de Alzira Cristina de Melo. Se licenció en derecho en la Facultad de Derecho de Recife en 1892. Fue senador federal por el Distrito Federal durante dos mandatos, de 1917 a 1924 y de 1927 a 1930, así como diputado federal entre 1897 y 1916.